# Systemkommandon
Systemkommandon är kommandon som skickas till kommandofönstret för ditt operativsystem. De används ofta vid programmering men bör rent standardmässigt undvikas eftersom det bara gäller för ett specifikt operativsystem.
Funktionen system() ingår i biblioteket för programspråket C enligt standarden ANSI C, och har därifrån ärvts till C++ och olika scriptspråk som Perl och Python.

## Exempel i C++
Exempel (Windows):
```
system("cls");           - Rensar konsolen.
system("dir");           - Visar alla filer i den mapp programmet körs ifrån.
system("pause");         - Gör så att texten "Tryck på en valfri tangent för att fortsätta...".
system("pause > NUL");   - Samma som ovan fast utan att göra någon utskrift.
```

Exempel (*NIX):
```
system("clear");        - Rensar konsolen.
system("ls");           - Visar alla filer i den mapp programmet körs ifrån.
system("read");         - Gör så att du måste trycka på return för att fortsätta.
```